# Renata Wielgosz
Renata Elisabeth Wielgosz es una diplomática canadiense. Ha sido embajadora de Canadá en Venezuela, en Grecia y en Chipre. El 20 de octubre de 2009 presentó sus credenciales ante el presidente chipriota Dimitris Jristofias.